# Шайковский, Лазарь Григорьевич
Шайковский Лазарь Григорьевич (9 мая 1901, Гродно — 3 января 1982) — деятель революционного движения в Западной Белоруссии, советский политический деятель.

## Биография
В 1933—1935 учился в аспирантуре Коммунистического университета национальных меньшинств Запада в Москве. В 1924-26 секретарь Гродненского, затем Брестского горкомов Компартии Западной Белоруссии, в 1926-28 член ЦК Компартии Западной Белоруссии, руководил его военным и организационным отделами. За революционную деятельность в 1923 и 1927 арестован польскими властями по т. н. процессу 35-ти, приговорен к 15 годам тюрьмы. Депутат Народного собрания Западной Белоруссии (1939, Белосток).
```
Участник 
Великой Отечественной войны
[
1
]
. В 1945-57 на советской работе в 
Гродно
.
```